# Nova Esperança
Nova Esperança este un oraș în Paraná (PR), Brazilia.
1. ↑   https://cidades.ibge.gov.br/brasil/pr/nova-esperanca/panorama Lipsește sau este vid: |title= (ajutor)